# Anunciación (Leonardo, Louvre)
Esta tabla con una Anunciación tiene unos dos centímetros de espesor y la madera es álamo. El cuadro constituye la parte central de la predela de un altar encargado en 1474 a Andrea del Verrocchio con destino a una de las capillas de la catedral de Pistoia.
La atribución a Leonardo ha sido siempre discutida. En el momento de su ingreso en el Louvre en 1863, fue adjudicada a Ghirlandaio, y posteriormente a Lorenzo di Credi, antes de que se consignara definitivamente como de Leonardo. Ha habido intentos de atribuir la obra a la ejecución por parte de diferentes artistas del círculo de Verrocchio, de forma simultánea. Sin embargo, el pequeño tamaño de la obra hace difícil imaginar a varios pintores colaborando en su realización. 
Los críticos partidarios de atribuir la obra a Leonardo sitúan el cuadro entre los años 1478 y 1480. Sin embargo desde un punto de vista estilístico es difícil de combinar esta aseveración con otra obra del mismo periodo, como el Retrato de Ginebra de Benci, muy superior en todos los aspectos, y por supuesto en cuanto a técnica pictórica, a la pequeña Anunciación del Louvre. Para poder mantener la autoría leonardiana habría que retrotraer la obra mucho antes de 1478. 
Algunos críticos proponen la teoría de atribuir la obra a la mano de Lorenzo di Credi, pero partiendo este para su realización de un dibujo previo de Leonardo. Apoya esta proposición la existencia de un dibujo atribuido a Leonardo con el mismo esquema general, y que se conserva en la Galería Uffizi.